# Eenmalig wachtwoord
Een eenmalig wachtwoord of one-time password (OTP) is een wachtwoord dat bij elk gebruik wijzigt met doel het moeilijker te maken ongeautoriseerd toegang te krijgen tot vertrouwelijke digitale bronnen zoals een computeraccount. Een statisch wachtwoord, een wachtwoord dat nauwelijks wordt gewijzigd, is veel gemakkelijker te achterhalen door een indringer, als deze maar over genoeg tijd beschikt. Als het wachtwoord constant verandert, zoals bij een eenmalig wachtwoord, is dat risico aanzienlijk verminderd. Het is feitelijk alleen te misbruiken door een man-in-the-middle-aanval vanaf een phishing-site.

## Soorten OTP
Er zijn drie types eenmalige wachtwoorden:

### Eerste type
Het eerste type gebruikt een mathematisch algoritme om een nieuw wachtwoord gebaseerd op het vorige te genereren.

### Tweede type
Het tweede is gebaseerd op een tijd-synchronisatie-mechanisme tussen een authenticatie-server en een client, dat het wachtwoord verschaft.

### Derde type
Het derde type is ook een mathematisch algoritme waarbij het nieuwe wachtwoord is gebaseerd op een identiteitsvraag ( bijvoorbeeld een willekeurig getal gekozen door de authenticatieserver of afgeleid van de transactiedetails) en een tegenvraag gebaseerd op het vorige wachtwoord. Dit laatste type wordt ook wel challenge type OTP genoemd.

## Voorbeelden van OTP
- De meeste Nederlandse en Belgische banken maken gebruik van een calculator of kaartlezer die, in combinatie met een bankpasje, ter plekke een OTP genereert. Het OTP wordt als authenticatiemiddel en als digitale handtekening gebruikt.
- Applicaties die het Time-based One-time Password Algorithm implementeren kunnen een code genereren. Dit wordt veel gebruikt door applicaties op een mobiele telefoon, bijvoorbeeld Google Authenticator
- Bij de Postbank werd via een sms'je een OTP (TAN-code) aan een rekeninghouder verstrekt als die rekeninghouder een transactie wil uitvoeren. Nadat de Postbank in 2009 samen is gegaan met de ING bank heeft de ING bank dit systeem overgenomen.
- Ook DigiD kan gebruikmaken van sms-authenticatie.

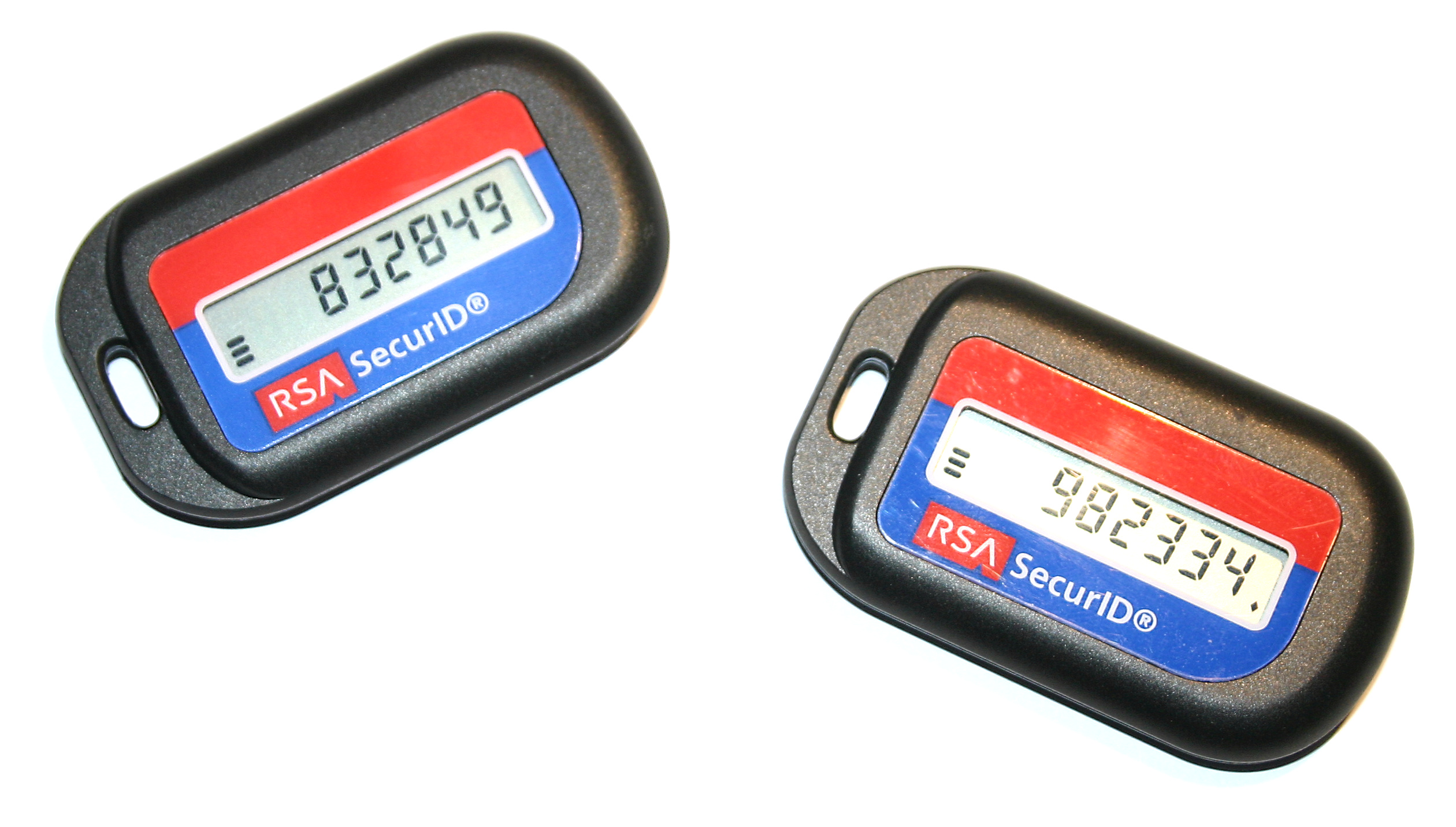
RSA-SecurID-tokens.